# Supunna insularis
Supunna insularis là một loài nhện trong họ Corinnidae.
Loài này thuộc chi Supunna. Supunna insularis được Ludwig Carl Christian Koch miêu tả năm 1873.